# Мадагаскарський удав
Мадагаскарський удав (лат. Acrantophis) — рід неотруйних змій з родини Удавові. Має 2 види.

## Опис
Загальна довжина коливається від 1,5 до 3 м. Голова невелика, морда загострена. На голові розташовано великі щитки. Тулуб широкий, м'язистий. Хвіст досить маленький. Забарвлення зелене, синювате, коричневе, жовто—коричневе з численними плямами різної форми.

## Спосіб життя
Полюбляють тропічні ліси, тримаються часто біля водойм. Активні у сутінках або вночі. Живляться дрібними ссавцями та птахами.
Це живородні змії. Самки народжують до 20 дитинчат.

## Розповсюдження
Це ендеміки о.Мадагаскар.

## Види
- Acrantophis dumerili
- Acrantophis madagascariensis